# Apatadelpha
Apatadelpha là một chi bướm đêm thuộc họ Geometridae.